# Hitler-Ransomware
Hitler-Ransomware, Trojan.MSIL.Agent.abxmf o Hitler-Ransonware  [sic], es una forma de ransomware creado en 2016 originario de Alemania. Solicita el pago dentro de una hora; de lo contrario, eliminará archivos de la computadora infectada. 

## Historia
Hitler-Ransomware se desarrolló por primera vez en 2016. El ransomware se activa con una pantalla de bloqueo con una imagen de Adolf Hitler dando un saludo nazi. El mensaje en él dice "Este es el Hitler-Ransonware.  [sic] ¡Sus archivos fueron encriptados! ¿Descifras tus archivos? " . Luego exige el pago en forma de una tarjeta de regalo de teléfono móvil Vodafone de €25 y le da al propietario de la computadora una hora para pagar con un temporizador de cuenta regresiva que lo acompaña. Si no se paga el rescate cuando el temporizador de cuenta regresiva de una hora llega a cero, el sistema se bloquea con una pantalla azul de muerte y cuando la computadora se reinicia, todos los archivos en las carpetas de perfil de usuario de la computadora son eliminados. Al contrario de lo que dice, el ransomware no encripta los archivos de la computadora; en su lugar, ejecuta un script para inducir a error a las personas a pensar que sus archivos han sido encriptados.
El virus fue descubierto por el analista de AVG Technologies Jakub Kroustek. Tras una investigación más a fondo, determinó que probablemente se originó en Alemania como un prototipo dado que el archivo por lotes asociado con él tenía las palabras "Das ist ein Test" (alemán: Esta es una prueba). Se observa que, aunque la demanda de pago del Hitler-Ransonware en tarjetas de regalo en lugar de Bitcoin era poco común, no era exclusiva de este ransomware. Los errores ortográficos cometidos en las demandas han llevado a los periodistas de tecnología a bromear que podría molestar a los nazis gramaticales.
Más tarde se lanzó una versión actualizada de Hitler-Ransomware disfrazado de "CainXPii" llamado "Hitler 2". Esta versión era similar a la original, excepto que corrigió la ortografía de "ransomware" y eliminó el temporizador de cuenta regresiva. En enero de 2017, se lanzó una versión actualizada conocida como "La versión FINAL" de Hitler-Ransomware.